# Пирттиярви (озеро, Костомукшский городской округ)
Пирттиярви — пресноводное озеро на территории Костомукшского городского округа Республики Карелии.

## Общие сведения
Площадь озера — 1,3 км². Располагается на высоте 151,2 метров над уровнем моря.
Форма озера лопастная, подковообразная. Берега изрезанные, каменисто-песчаные.
Соединяется узкой протокой с Вонгозером, через которое протекает река Вонгозерка, впадающая в реку Ногеусйоки. Последняя впадает в озеро Нюк, из которого берёт начало река Растас, впадающая в реку Чирко-Кемь.
На западном берегу озера располагаются дачные участки, к которым подходит автодорога местного значения 86К-47 («Подъезд к м. Вагнозеро»).
Код объекта в государственном водном реестре — 02020000911102000005537.

## См. также

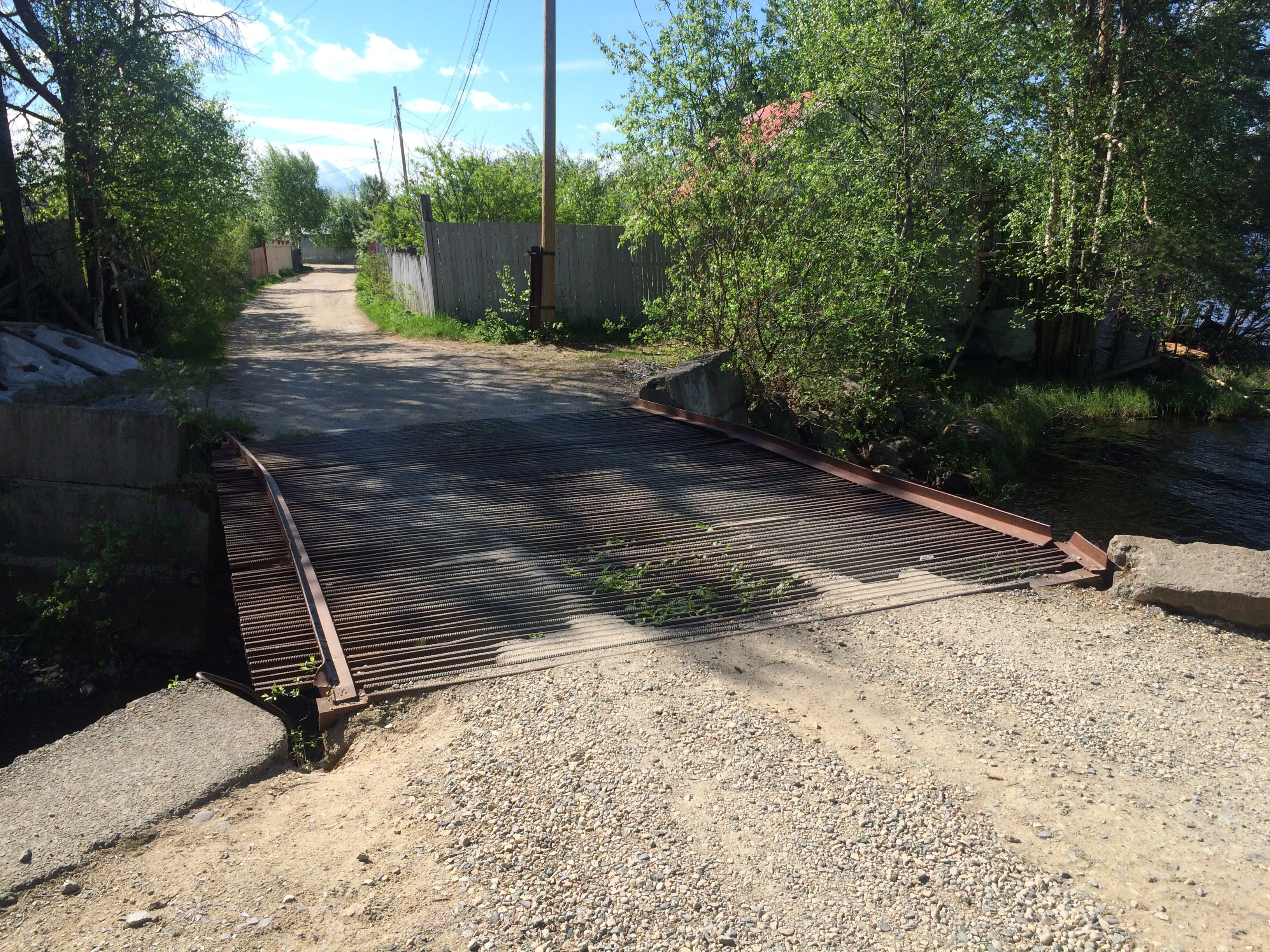
Мост через протоку между Пирттиярви и Вонгозером